# Croz
Croz je čtvrté sólové studiové album amerického zpěváka a kytaristy Davida Crosbyho, vydané v lednu 2014 u vydavatelství Blue Castle Records. Jeho producentem byl Daniel Garcia a jde o Crosbyho první sólové album od nahrávky Thousand Roads z roku 1993. Na albu se podíleli například Mark Knopfler, Wynton Marsalis a Leland Sklar

## Seznam skladeb
| Pořadí | Název                 | Délka |
| ------ | --------------------- | ----- |
| 1.     | What's Broken         | 3:48  |
| 2.     | Time I Have           | 3:49  |
| 3.     | Holding On to Nothing | 3:41  |
| 4.     | The Clearing          | 4:00  |
| 5.     | Radio                 | 3:45  |
| 6.     | Slice of Time         | 4:16  |
| 7.     | Set That Baggage Down | 4:01  |
| 8.     | If She Called         | 4:59  |
| 9.     | Dangerous Night       | 5:57  |
| 10.    | Morning Falling       | 3:41  |
| 11.    | Find a Heart          | 5:04  |